# 瞬間はファンタジー
「瞬間はファンタジー」(ときはファンタジー) は、日本の歌手長山洋子のアイドル歌手時代にリリースされた4枚目のシングル。1985年4月5日に発売された。

## 解説
- 表題曲「瞬間はファンタジー」は、1985年4月2日から1986年2月4日までNHK教育テレビで放送されたアニメーション番組『おねがい!サミアどん』のオープニングテーマに使用され、B面曲「ハーフムーンの気持ち」はエンディングテーマに使用された。[2][3]

- 楽曲について長山本人はこのようにコメントしている。

「『密やかにときめいて』が出てひと月ちょっとで発売された曲。“臨発”っていうのかな。それでテレビで歌うことがついに一度もなかったの。ノリの軽い楽しい曲なので、それが少し心残りです。この曲がアニメ番組のオープニングテーマだったことがきっかけで、それまであんまり興味のなかったアニメが好きになってね。熱狂的なアニメファンの気持ちが少しわかるようになりました。」―― ベスト・アルバム『New Yoko Times』(ニューヨーコ・タイムス) のライナーノートより。

## 収録曲
1. 瞬間はファンタジー
  - 作詞：佐藤ありす / 作曲・編曲：水沢朱里
2. ハーフムーンの気持
  - 作詞：佐藤ありす / 作曲：羽田健太郎 / 編曲：水沢朱里